# Rio Água Lemos
O Rio Água Lemos é um curso de água de São Tomé e Príncipe, localizado no distrito de Caué, ilha de São Tomé. Este curso de água corre para Este até encontrar o Rio Umbugo, de que é afluente. 